# Człowiek ciemności III: Walka ze śmiercią
Człowiek ciemności III: Walka ze śmiercią (ang. Darkman III: Die Darkman Die) – amerykański film kryminalny z 1996 roku w reżyserii Bradforda Maya.

## Fabuła
Darkman potrzebując pieniędzy do dalszych eksperymentów nad sztuczną skórą, wykrada je narkotykowemu gangsterowi Peterowi Rookerowi. Rooker pragnąc poznać skąd Darkman czerpie swoją siłę, wysyła do niego piękną panią doktor, zastawiając na niego pułapkę.

## Główne role
- Arnold Vosloo – Peyton Westlake/Człowiek ciemności
- Jeff Fahey – Peter Rooker
- Darlanne Fluegel – Bridget Thorne
- Nigel Bennett – Nico
- Alicia Panetta – Jenny Rooker
- Ronn Sarosiak – Mack
- Peter Graham – Joey
- Shawn Doyle – Adam
- Vieslav Krystyan – Ivan
- Von Flores – Johnny Lee
- Roxann Dawson – Angela Rooker
- Rick Parker – E.K.
- Suzanne Primeau – Matka
- Bob Windsor – Wuj Owen
- Joel Bissonnette – Mayo
- Christopher Bondy – Gibson
- Rene Beau Dean Huard – Zwolennik Mitchella
- Walker Boone – Sierżant Troy
- Diana Platts – Diane Platts
- Joanne Reece – Reporterka
- Denise Baillargeon – Gość
- John Novak – Prokurator okręgowy Ryan Mitchell
- Chris Adams – Whit
- Eric Hollo – Paul Raney
- Gino Giacomini – Bestia w szkolnym przedstawieniu
- Lance Paton – narrator
- Michelle Collins – Pielęgniarka
- Lorne Cossette – Dr Leonard